# Mario Trevi
Agostino Capozzi  (n. 2 noiembrie 1941 în Melito di Napoli, Napoli, Italia), cunoscut simplu ca Mario Trevi, este un cântăreț, actor și cantautor italian.
Este  considerat unul dintre ultimii cântăreți napolitani clasici în activitate.    

## Discografia
- 1961: Senti Napoli e poi...
- 1961: Naples - Today (London Records)
- 1964: Indifferentemente
- 1964: Mario Trevi con la orquesta de E.Alfieri (Ronde de Venezuela)
- 1965: Canzoni napoletane classiche
- 1966: Canzoni napoletane moderne
- 1970: Mario Trevi & Mirna Doris, Ammore 'e Napule (Fiesta record company)
- 1974: Le disque d’or des Chansons Napolitanes - Mario Trevi (Pickwick Records)
- 1975: Mario Trevi – vol.1
- 1975: Mario Trevi – vol.2
- 1975: Mario Trevi – vol.3
- 1975: Mario Trevi
- 1975: Si me sonno Napule
- 1975: Papà
- 1975:  'Nu telegramma
- 1975: Mario Trevi
- 1976: Mario Trevi recita le sue sceneggiate nel ruolo di 1° attore
- 1976:  'O presepio
- 1977:  'A paggella
- 1977: Senti Napoli e poi... (Sicamericana Sacifi)
- 1978:  'A befana
- 1978: Mario Trevi – 12° volume
- 1979: La sceneggiata napoletana
- 1979:  'E candeline
- 1979: Canzoni di Napoli (Music Hall)
- 1981: Mario Trevi - 14° volume
- 1982: Mario Trevi - 15° volume
- 1983: Mario Trevi - 18° volume
- 1984: Mario Trevi - 19° volume
- 1985:  'Nfizzo 'nfizzo
- 1986: Nun è 'nu tradimento
- 1986: Ancora io
- 1989: I miei successi di ieri... cantati oggi
- 1991: Tu si importante
- 1992: Cento canzoni da ricordare - vol.1
- 1992: Cento canzoni da ricordare - vol.2
- 1992: Cento canzoni da ricordare - vol.3
- 1992: Cento canzoni da ricordare - vol.4
- 1994: Cento canzoni da ricordare - vol.5
- 1994: Cento canzoni da ricordare - vol.6
- 1994: Carezze d'autore
- 1995: ...Pecché te voglio bene
- 1995: ...Niente - Trevi canta Daniele
- 1996: Nustalgia
- 2008: Il capitano e il marinaio
- 2011: Napoli Turbo Folk

## Festival
- 1958- Nuvole d'ammore (Sacchi-Acampora)
- 1959- Viento (Zanfragna-Benedetto) [5]
- 1959- 'O tramonto 'e ll'ammore (Fiorini-Genta) [6]
- 1959- Si ce lassammo (Ruocco-De Mura) [7]
- 1959- Feneste e fenestelle (D'Alessio-Ruocco) [8]
- 1959- 'Nnammuratella 'e maggio (De Gregorio-Acampora) [9]
- 1960- O sfaticato (Riccardi-Acampora) [10]
- 1960- L'urdime parole (Iervolino-Pennella-Acampora)
- 1960- L'urdema nustalgia (Pereila-Acampora-La Commara-Fiorelli)[11]
- 1960- Canzone all'antica (S.Gaetani - A.Minervini) [12]
- 1961- E' desiderio (Barrucci-Sasso-Esposito) [13]
- 1961- Mare Verde (G.Marotta - S.Mazzocco) [14]
- 1961- É napulitana (M. Di Luito - G.Cioffi) [15]
- 1961- Cunto 'e Lampare (L.Bonagura - Recca) [16]
- 1961- Settembre Cu Me (R.Fiore - A.Vian) [17]
- 1962- Mandulinata blu (U.Martucci - S.Mazzocco) [18]
- 1962- Era Settembre (L.Cioffi - Gaiano) [19]
- 1962- Brigantella (Mennillo - Di Paola - Fanciulli) [20]
- 1963- Indifferentemente (U.Martucci - S.Mazzocco) [21]
- 1963- Catena d'Ammore (U.Martucci - S.Mazzocco) [22]
- 1964- Me Parlano e Te (S.Palomba - A.Vian) [23]
- 1964- Sole 'e Luglio (De Gregorio - Scuotto - Acampora) [24]
- 1965- É frennesia! (G.Pisano - F.Albano) [25]
- 1965- Niente Cchiù (C.Della Gatta - E.Alfieri) [26]
- 1966- Che chiagne a ffà! (Annona - Acampora - Donadio) [27]
- 1966- Rose d'o Mese e Maggio (Ippolito - S.Mazzocco) [28]
- 1966- Tutti vanno via (T.Cucchiara) [29]
- 1967- Casarella 'e Piscatore (L.Cioffi - Marigliano - Buonafede) [30]
- 1967- Biancaneve(Annona - Acampora - Manetta) [31]
- 1968- Lacrema (S.Palomba - E.Alfieri) [32]
- 1968- Comme a 'nu Sciummo (Barrucci - Gregoretti - C.Esposito) [33]
- 1969- Cara Busciarda (Fiore - Festa) [34]
- 1969- L'ultima sera (Barile - Pisano) [35]
- 1970- Ricorde 'e 'Nnammurato (Annona - Campassi) [36]
- 1970- Malacatena (Fiore - Festa - T.Iglio) [37]
- 1970- Sulitario (Di Domenico - Marigliano) [38]
- 1981-  'O tesoro (Langella - T.Iglio) [39]

## Cinema
- La pagella (1980)[40]

## Teatrul
- Cunfiette 'e sposa (1969)
- Sulitario (1970)
- 'O carabiniere (1972)
- 'A mano nera (1973)
- 'O cammurrista (1973)
- Cella 17 (1974)
- 'O mariuolo (1975)
- 'O fuggiasco (1975)
- 'O rre d’è magliare (1976)
- 'Nu telegramma (1976)
- 'O presepio (1976)
- 'O professore (1977)
- 'A paggella (1977)
- 'A Befana (1978)
- 'O metronotte (1979)
- 'O diario  (1979)
- Papà (1980)
- Astrignete 'a 'mme (1980)
- 'O tesoro  (1981)
- 'O carabiniere (1981)